# Hermanville-sur-Mer
Hermanville-sur-Mer ist eine französische Gemeinde mit 3.263 Einwohnern (Stand: 1. Januar 2022) im Département Calvados in der Region Normandie. Sie gehört zum Arrondissement Caen und zum Kanton Ouistreham. Die Einwohner werden Hermanvillais oder Hermois genannt.

## Geografie
Hermanville-sur-Mer liegt als Seebad am Ärmelkanal. Umgeben wird Hermanville-sur-Mer von den Nachbargemeinden Lion-sur-Mer im Norden und Nordwesten, Colleville-Montgomery im Osten und Südosten, Périers-sur-le-Dan im Süden, Mathieu im Südwesten, Plumetot im Westen und Südwesten sowie Cresserons im Westen und Nordwesten.
Durch die Gemeinde führt die frühere Route nationale 814 (heutige D514).

## Geschichte
Der Strandabschnitt an der Côte de Nacre hatte die Bezeichnung Sword Beach, hier landeten drei Infanteriedivisionen der Alliierten am 6. Juni 1944.

### Bevölkerungsentwicklung
| Jahr      | 1962 | 1968 | 1975 | 1982 | 1990 | 1999 | 2006 | 2012 |
| Einwohner | 1065 | 1160 | 1312 | 1753 | 2113 | 2661 | 2692 | 2801 |

## Partnergemeinden
Mit der britischen Gemeinde Tangmere in West Sussex (England) seit 1993 und mit der kanadischen Gemeinde Nominingue in Québec seit 2002 bestehen Partnerschaften.

## Sehenswürdigkeiten

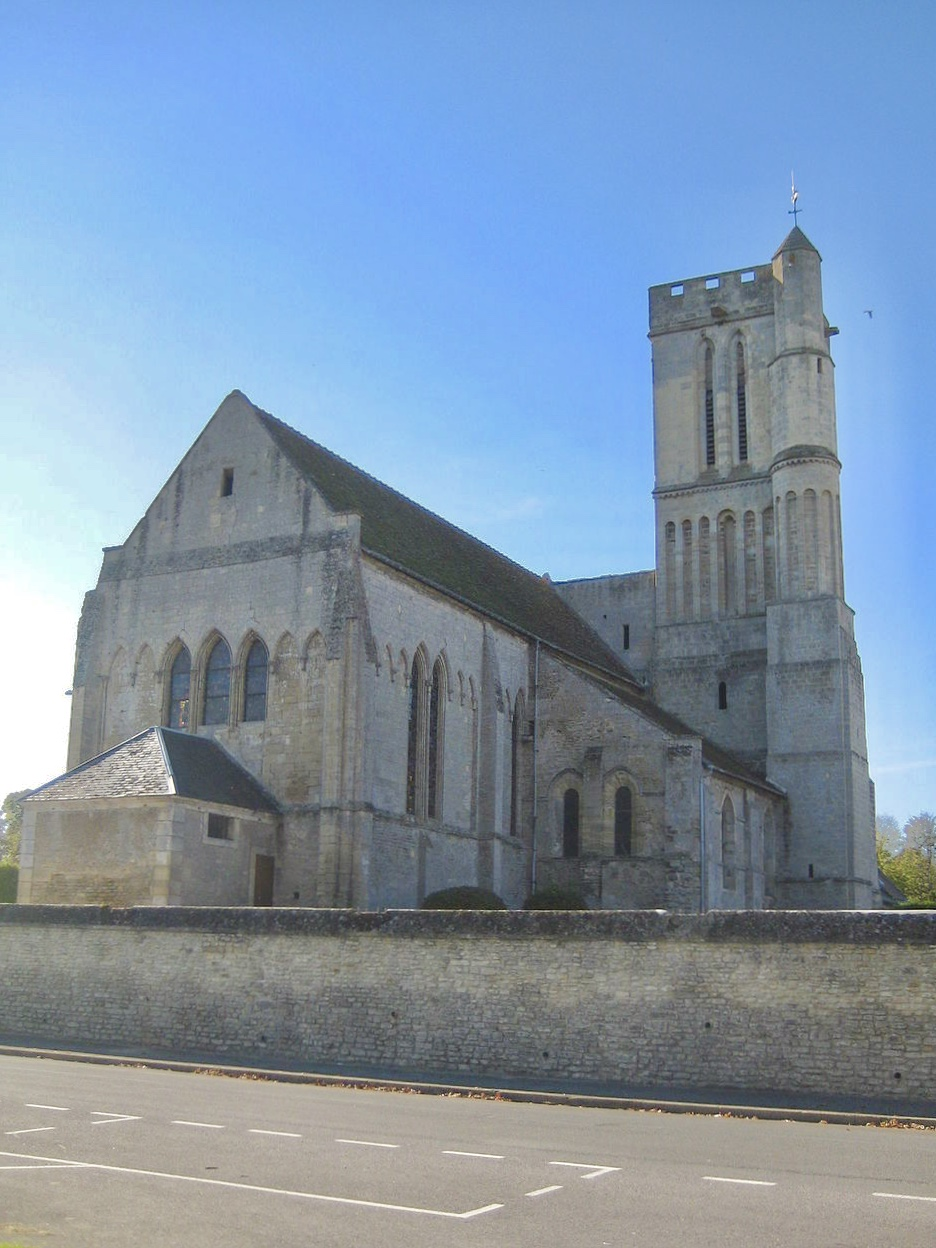
Kirche Saint-Pierre

- Kirche Saint-Pierre aus dem 11. Jahrhundert, Monument historique
- Kapelle aus dem Jahr 1950
- Haus La Bluette aus dem Jahr 1899, Monument historique
- Herrenhaus von Prébois aus dem 18. Jahrhundert, Monument historique
- Britischer Soldatenfriedhof mit 1005 Gräbern

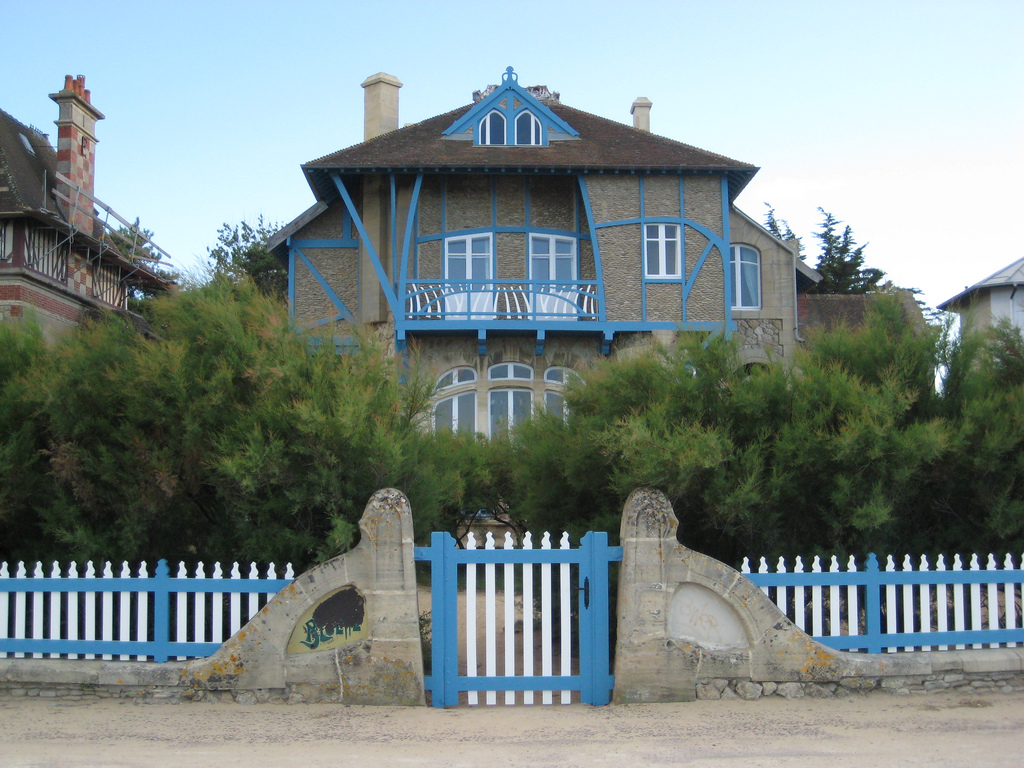
Haus La Bluette

## Persönlichkeiten
- Alain Touraine (1925–2023), Soziologe